# Pompeia (Belo Horizonte)

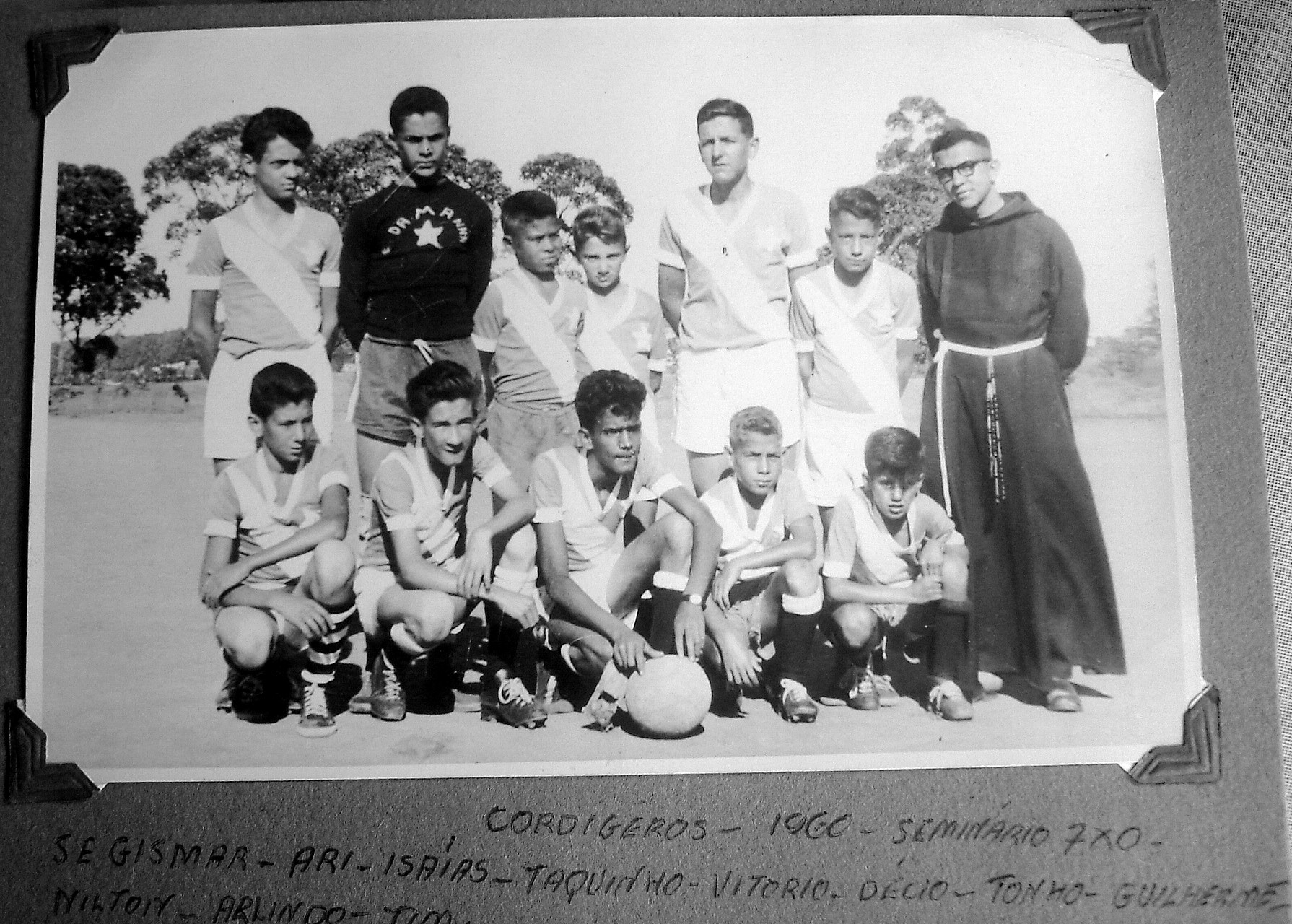
Time dos Cordígeros da Paróquia de N.S. do Rosário de Pompeia, em jogo na PUC Minas em 1960.

Pompeia é um bairro de classe média situado na região leste do município de Belo Horizonte. 

## História
A área em que se localiza hoje o bairro Pompéia, é o mesmo local em que existiam as Vilas Parque Cidade Jardim (Planta aprovada em 18 de abril de 1928), Vila Novo Horizonte (planta aprovada em 14 de agosto de 1926) e Vila Cruzeiro do Sul. Essas vilas faziam parte da ex-colônia Bias Fortes, esta que foi incorporada à área suburbana da capital mineira pela Lei 0055. Conforme mapa cartográfico de Belo Horizonte de 1936, as três Vilas que viriam a formar o bairro Pompéia, já se encontravam devidamente traçadas. 
O templo católico do bairro oficialmente surgiu em 01/01/1938   sob o nome de "Paróquia Nossa Senhora do Rosário de Santa Ephigênia". Com a chegada da Itália dos Frades Capuchinhos ao bairro em 1939,  eles ficaram responsáveis pela Paróquia, a partir do dia 12 de fevereiro de 1939, e o templo passou a se denominar Paróquia de "Nossa Senhora do Rosário de Pompéia".   A partir de então, o bairro ficou conhecido como Pompéia, apesar que oficialmente, somente em 10 de setembro de 1946 por meio do Decreto 0184, surgiu a designação oficial atual do bairro.
No local onde hoje está a Vila São Rafael, às margens da Avenida dos Andradas, existia a pedreira "Carapuça", que era uma das pedreiras que forneciam material para a construção de edifícios, calçamento de ruas e retificação dos cursos d'água, na época da construção da cidade de Belo Horizonte. 
Segundo dados do Censo do ano 2000, a população do Pompéia é de 10.347 pessoas, sendo que o bairro ainda preserva aspectos de cidade do interior, especialmente nas proximidades da Paróquia Nossa Senhora do Rosário de Pompéia.

## Desenvolvimento e infraestrutura
O bairro tem como principais vias de acesso a Avenida dos Andradas e Rua Niquelina. Os moradores encontram boa infraestrutura em termos de comércio situados principalmente na Rua Iara, nas proximidades da Igreja Nossa Senhora do Rosário de Pompéia e, em seus limites, encontra-se o Parque Ecológico Mata da Baleia. Recentemente, foi realizado o saneamento do Córrego do Navio atendendo uma velha reivindicação da população do bairro.